# Бливенсторф
Бливенсторф (њем. Blievenstorf) општина је у њемачкој савезној држави Мекленбург-Западна Померанија. Једно је од 89 општинских средишта округа Лудвигслуст. Према процјени из 2010. у општини је живјело 476 становника. Посједује регионалну шифру (AGS) 13054010.

## Географски и демографски подаци
Бливенсторф се налази у савезној држави Мекленбург-Западна Померанија у округу Лудвигслуст. Општина се налази на надморској висини од 44 метра. Површина општине износи 21,4 km².

## Становништво
У самом мјесту је, према процјени из 2010. године, живјело 476 становника. Просјечна густина становништва износи 22 становника/km².